# Bolkov
Obec Bolkov (německy Wolkau) se nachází v okrese Plzeň-jih, kraj Plzeňský. Žije zde 58 obyvatel.

## Historie
První písemná zmínka o obci pochází z roku 1379.
V letech 1961–1990 byla vesnice součástí obce Roupov a od 1. září 1990 je samostatnou obcí.

## Obecní správa a politika
V čele obce stojí řemeslník Tomáš Černý, jenž vystřídal Annu Štýsovou, která se stala starostkou ve svých dvaceti letech po komunálních volbách konaných v roce 2018.

## Galerie

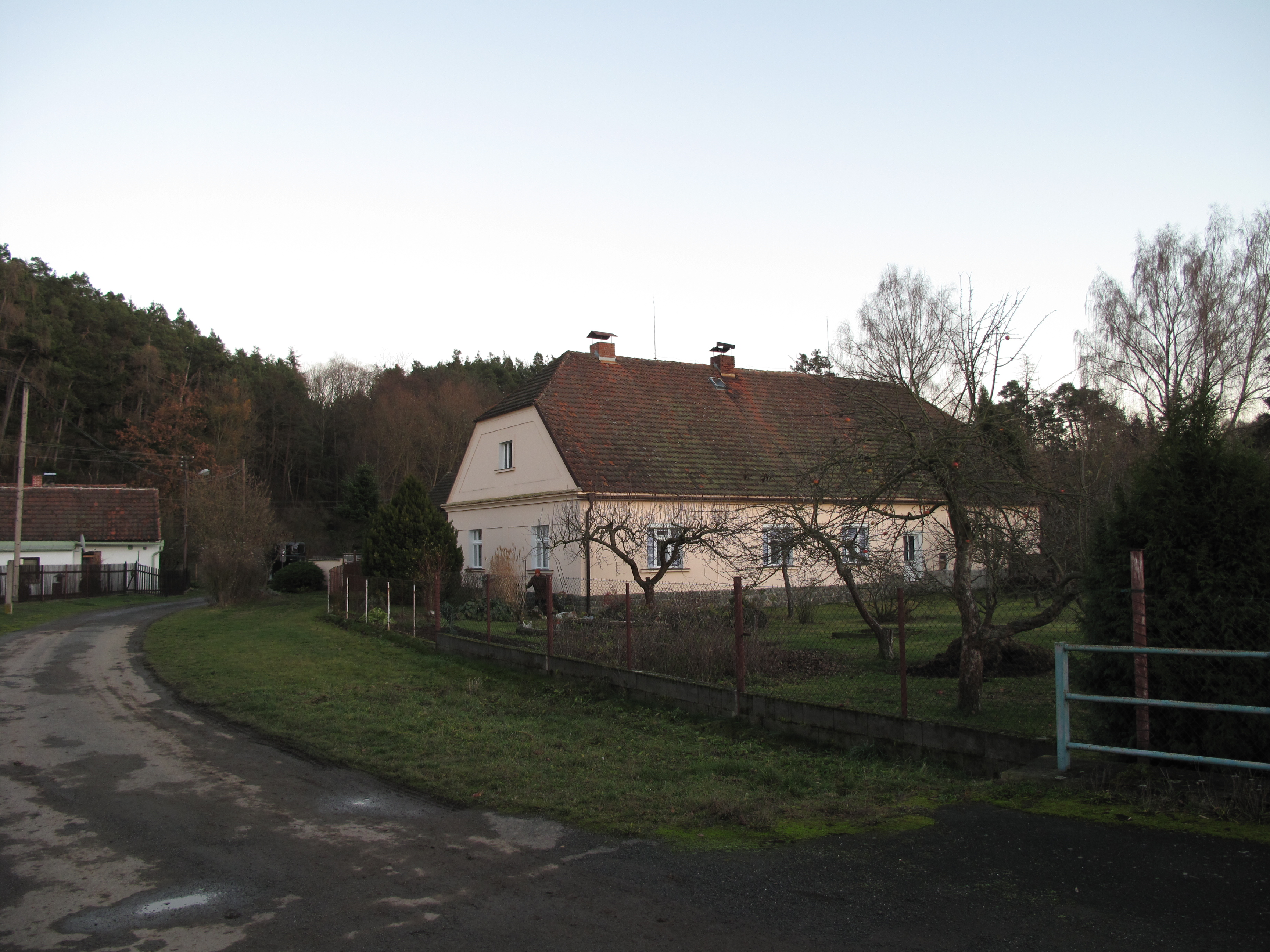
Dům
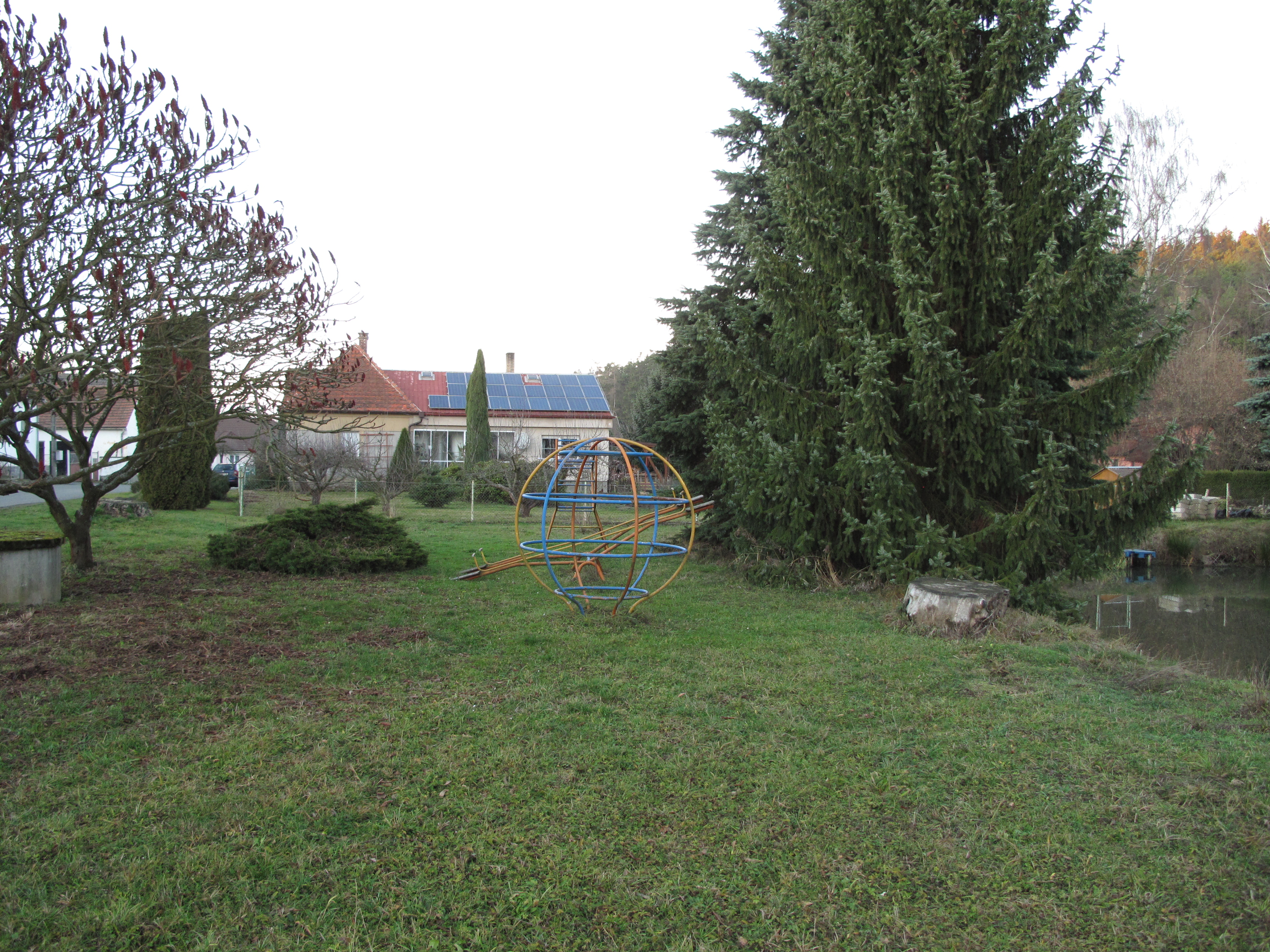
Prolézačky
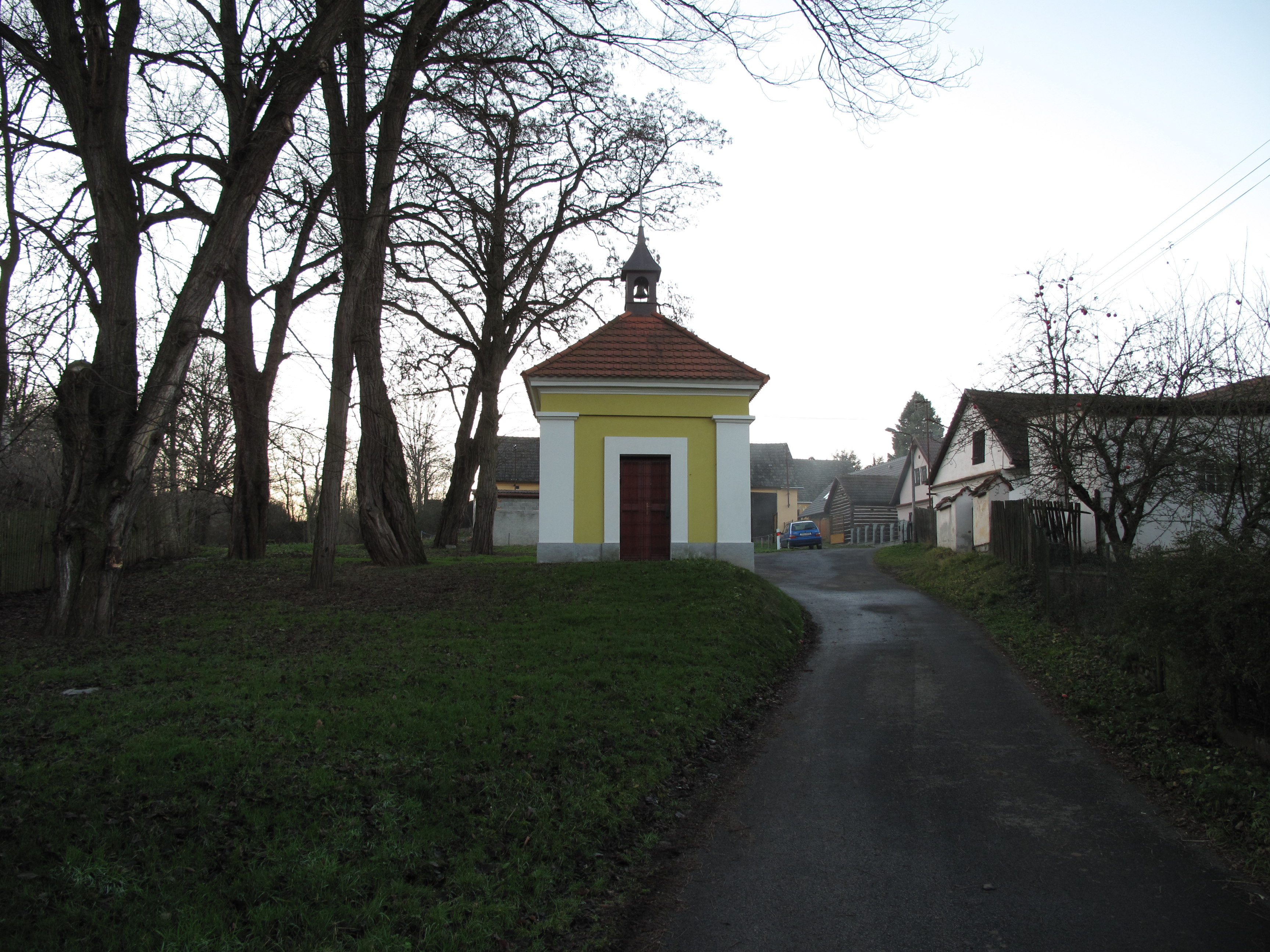
Kaplička
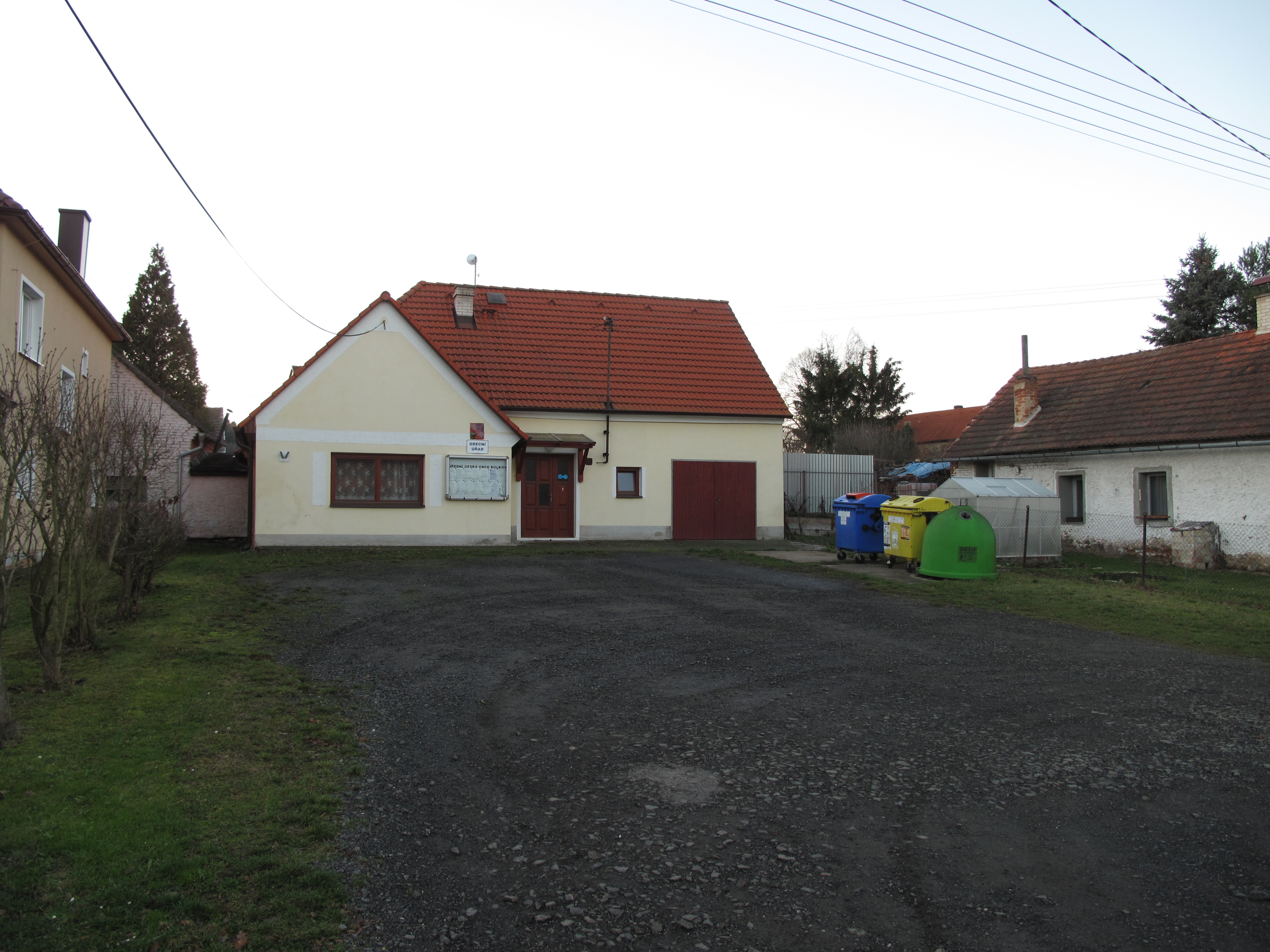
Obecní úřad